# ایتن گالبرایث
ایتن گالبرایث (انگلیسی: Ethan Galbraith؛ زادهٔ ۱۱ مهٔ ۲۰۰۱) بازیکن فوتبال اهل بریتانیا است.
از باشگاه‌هایی که در آن بازی کرده‌است می‌توان به باشگاه فوتبال منچستر یونایتد و آکادمی و بازیکنان ذخیره باشگاه فوتبال منچستر یونایتد اشاره کرد.
وی همچنین در تیم‌های ملی فوتبال زیر ۱۷، زیر ۱۹ و زیر ۲۱ سال ایرلند شمالی و همچنین بزرگسالان ایرلند شمالی بازی کرده‌است.

## دوران ملی
گالبرایث اولین بازی ملی خود را در سن ۱۸ سالگی در ۵ سپتامبر ۲۰۱۹ در یک بازی دوستانه مقابل تیم ملی فوتبال لوکزامبورگ انجام داد که با نتیجه ۱–۰ به نفع تیم ملی فوتبال ایرلند شمالی خاتمه یافت.